# Eupulmonata
Eupulmonata Haszprunar & Huber, 1990 è un superordine di molluschi gasteropodi eterobranchi dell'infraclasse Euthyneura.
Il raggruppamento comprende in prevalenza specie terrestri, dotate o meno di conchiglia, ma anche specie d'acqua dolce o di ambienti salmastri.

## Descrizione
Al raggruppamento appartengono specie morfologicamente molto diverse, alcune delle quali sono dotate di conchiglia ben sviluppata, generalmente sottile e spiraliforme, altre hanno invece una conchiglia ridotta, talora coperta dal mantello, e altre ancora ne sono del tutto prive.
Sono molluschi eutineuri, che presentano cioè una detorsione del sacco dei visceri; l'orifizio genitale si apre in genere sul lato destro posteriormente al capo. Caratteristiche principali del raggruppamento sono l'assenza di branchie e la trasformazione della cavità palleale in organo respiratorio, una struttura riccamente vascolarizzata detta impropriamente polmone, regolata da uno sfintere muscolare detto pneumostoma.

Il capo porta 2 o 4 tentacoli retrattili, dette comunemente "antenne" o "corna", all'estremità dei quali si trovano gli occhi; il piede è in genere ampio e consente all'animale di strisciare. La bocca presenta una radula con numerosi dentelli.

## Biologia
Sono organismi ermafroditi, per lo più insufficienti. La maggior parte delle specie sono ovipare, alcune ovovivipare.

## Distribuzione e habitat
Gli Eupulmonata hanno una distribuzione cosmopolita, essendo presenti in tutti i continenti eccetto l'Antartide.
Popolano una ampia varietà di habitat, in prevalenza terrestri ma anche acquatici.

## Tassonomia
Il termine Eupulmonata fu originariamente proposto da Morton nel 1955 per designare i molluschi dell'ordine Stylommatophora e successivamente ridefinito da Haszprunar & Huber nel 1990 che vi inclusero anche Ellobiidae e Trimusculidae (ordine Ellobiida). Nel 1993 Nordsieck ridefinì ulteriormente il raggruppamento includendovi anche le specie dell'ordine Systellommatophora. La monofilia del raggruppamento così ridefinito è stata validata da numerose successive analisi filogenetiche.
La classificazione di Bouchet e Rocroi del 2017, fatta propria dal World Register of Marine Species (2020), riconosce al raggruppamento Eupulmonata il rango di superordine, suddividendolo in tre ordini:
- Ordine Ellobiida
  - Superfamiglia Ellobioidea L. Pfeiffer, 1854 (1822)
- Ordine Stylommatophora
  - Sottordine Achatinina
    - Superfamiglia Achatinoidea Swainson, 1840
    - Superfamiglia Streptaxoidea Gray, 1860

  - Sottordine Helicina
    - Infraordine Arionoidei
      - Superfamiglia Arionoidea Gray, 1840

    - Infraordine Clausilioidei
      - Superfamiglia Clausilioidea Gray, 1855

    - Infraordine Helicoidei
      - Superfamiglia Helicoidea Rafinesque, 1815
      - Superfamiglia Sagdoidea Pilsbry, 1895

    - Infraordine Limacoidei
      - Superfamiglia Gastrodontoidea Tryon, 1866
      - Superfamiglia Helicarionoidea Bourguignat, 1877
      - Superfamiglia Limacoidea Lamarck, 1801
      - Superfamiglia Parmacelloidea P. Fischer, 1856 (1855)
      - Superfamiglia Trochomorphoidea Möllendorff, 1890
      - Superfamiglia Zonitoidea Mörch, 1864

    - Infraordine Oleacinoidei
      - Superfamiglia Haplotrematoidea H. B. Baker, 1925
      - Superfamiglia Oleacinoidea H. Adams & A. Adams, 1855

    - Infraordine Orthalicoidei
      - Superfamiglia Orthalicoidea Martens, 1860

    - Infraordine Pupilloidei
      - Superfamiglia Pupilloidea W. Turton, 1831

    - Infraordine Rhytidoidei
      - Superfamiglia Rhytidoidea Pilsbry, 1893

    - Infraordine Succineoidei
      - Superfamiglia Athoracophoroidea P. Fischer, 1883 (1860)
      - Superfamiglia Succineoidea Beck, 1837

    - Infraordine Helicina incertae sedis
      - Superfamiglia Coelociontoidea Iredale, 1937
      - Superfamiglia Papillodermatoidea Wiktor, R. Martin & Castillejo, 1990
      - Superfamiglia Plectopyloidea Möllendorff, 1898
      - Superfamiglia Punctoidea Morse, 1864
      - Superfamiglia Testacelloidea Gray, 1840
      - Superfamiglia Urocoptoidea Pilsbry, 1898 (1868)

  - Sottordine Scolodontina
    - Superfamiglia Scolodontoidea H. B. Baker, 1925
- Ordine Systellommatophora
  - Superfamiglia Onchidioidea Rafinesque, 1815
  - Superfamiglia Veronicelloidea Gray, 1840